# Thomas Sebastian Byrne

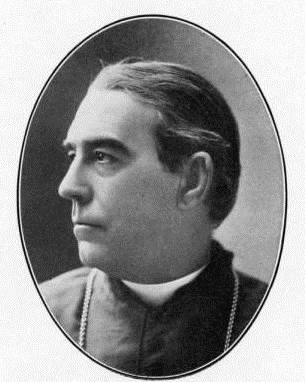
Thomas Sebastian Byrne

Thomas Sebastian Byrne (* 28. Juli 1841 in Hamilton, Ohio, USA; † 4. September 1923 in Nashville, Tennessee) war ein US-amerikanischer Geistlicher und Bischof von Nashville.

## Leben
Thomas Sebastian Byrne besuchte das St. Thomas Seminary in Bardstown, Kentucky. Byrne studierte Katholische Theologie und Philosophie am Mount St. Mary’s Seminary of the West in Cincinnati und am Päpstlichen Nordamerika-Kolleg in Rom. Er empfing am 22. Mai 1869 das Sakrament der Priesterweihe. Anschließend lehrte Byrne am Mount St. Mary’s Seminary of the West in Cincinnati.
Am 10. Mai 1894 ernannte ihn Papst Leo XIII. zum Bischof von Nashville. Der Erzbischof von Cincinnati, William Henry Elder, spendete ihm am 25. Juli desselben Jahres die Bischofsweihe; Mitkonsekratoren waren der Bischof von Columbus, John Ambrose Watterson, und der Bischof von Covington, Camillus Paul Maes.